# معاملة المثليين في جبل طارق
تطورت حقوق المثليات والمثليين ومزدوجي الميول الجنسية والمتحولين جنسياً (اختصاراً: LGBT) في إقليم ما وراء البحار البريطانية جبل طارق بشكل ملحوظ في العقود الماضية. أصبح النشاط الجنسي المثلي قانونيًا منذ عام 1993 وتمت المساواة في السن القانونية للنشاط الجنسي المثلي والنشاط الجنسي المغاير على 16 سنة في عام 2012. وقد حكمت المحكمة العليا لجبل طارق في أبريل 2013 أنه يحق للأزواج والشركاء المثليين أن يتبنوا. وأصبحت الشراكات المدنية متاحة للشركاء المثليين والشركاء المغايرين منذ آذار/مارس 2014. وفي تشرين الأول/أكتوبر 2016، صوت برلمان جبل طارق على تشريع زواج المثليين، بعد أن تمت الموافقة بالإجماع في البرلمان على مشروع قانون تعديل الزواج المدني 2016. وحصل القانون على الموافقة الملكية في 1 نوفمبر ودخل حيز التنفيذ في 15 ديسمبر 2016.

## قانونية النشاط الجنسي المثلي
في جبل طارق، تم تعديل السن القانونية لجميع الأنشطة الجنسية بغض النظر عن التوجه الجنسي و/أو الجندر عند 16 في أبريل 2011، عندما تم بموجب الحكم الصادر من المحكمة العليا بأن القانون السابق - والذي بموجبه كانت السن القانونية للنشاط الجنسي المثلي بين الذكور 18 عامًا - غير دستوري. تم إلغاء تجريم الجنس الشرجي بين المغايرين في نفس الوقت وتحديد السن القانونية للنشاط الجنسي المغاير على 16 سنة. تم إلغاء تجريم النشاط الجنسي المثلي بين الذكور في 1993.
كانت الحملات السياسية قبل انتخابات 2007 بارزة لجمعية «حقوق المثليين في جبل» (بالإنجليزية: Gib Gay Rights)‏ التي يرأسها «فيليكس ألفاريز»، الناشط في مجال حقوق الإنسان، والذي ناشد رئيس وزراء جبل طارق حينها، بيتر كاروانا، للحصول على مزيد من الحقوق للمثليين والمثليات وغيرهم ممن يتعرضون للتمييز في جبل طارق.
وقد تم القيام بحملة قوية بشأن مسألة المساواة في السن القانونية للنشاط الجنسي المتمثل في 16 سنة.
وقد أثيرت هذه القضايا في التحقيق الذي أجرته لجنة الشؤون الخارجية في أقاليم ما وراء البحار في عام 2008، حيث خلصت إلى ما يلي:«نوصي بأن تتخذ الحكومة خطوات لضمان عدم التمييز على أساس التوجه الجنسي أو الجندر في جميع أقاليم ماوراء البحار البريطانية.»
في 18 أيار/مايو 2009، رفض برلمان جبل طارق مشروع قانون خاص، اقترحه وزير العدل، للمساواة في السن القانونية للنشاط الجنسي. تمت معارضته من قبل حزب العمل الٱشتراكي في جبل طارق/الحزب الليبرالي في جبل طارق لأسباب فنية بسبب الطريقة التي كُتب بها مشروع القانون. أعطت الحكومة نوابها تصويتا حر على مشروع القانون. وفشل مشروع القانون، حيث إنقسم أعضاء البرلمان من الحكومة على الموافقة عليه، في حين صوت جميع أعضاء المعارضة ضده.
دعت رابطة نساء جبل طارق إلى المساواة في السن القانونية على 18 سنة.
وفي 1 تشرين الأول/أكتوبر 2009، مكنت تشريعات مقترحة جديدة حكومة جبل طارق من مطالبة المحكمة العليا باختبار ما إذا كانت القوانين القائمة أو مشاريع القوانين متوافقة مع الدستور. وهذا من شأنه توفير آلية مبسطة ومصممة لغرض معين للتعامل مع القضايا المثيرة للنزاع مثل السن القانونية.
في آذار/مارس 2010، طلبت حكومة جبل طارق رأياً من المحكمة العليا لمعرفة ما إذا كان عدم تساوي السن القانونية تمييزا بموجب مبادئ المجلس الأوروبي.
في 1 أبريل 2010، أشار وزير الدولة للشؤون الخارجية وشؤون الكومنولث ديفيد ميليباند إلى أنه إذا كان أحد أقاليم ماوراء البحار البريطانية غير مستعد للوفاء «بالالتزامات الدولية» مثل المساواة في السن القانونية، فقد تفرضه المملكة المتحدة عبر «أمر في المجلس».
في 8 أبريل/نيسان 2011، حكمت المحكمة العليا لجبل طارق بأن السن القانونية 18 سنة الأعلى للنشاط الجنسي المثلي بين الذكور غير دستورية، وبالتالي أمرت بتشريع سن قانونية متساوية على 16 عاما، وفي نفس الوقت بإلغاء تجريم الجنس الشرجي بين المغايرين.
في أغسطس/آب 2011، تمت الموافقة على «قانون الجرائم 2011» محايد بين الجنسين، والذي يحدد السن القانونية للنشاط الجنسي على 16 عامًا على قدم المساواة بغض النظر عن التوجه الجنسي، ويعكس قرار المحكمة العليا الأخير في القانون الأساسي. ودخل القانون حيز التنفيذ في 23 نوفمبر 2012.

## الاعتراف القانوني بالعلاقات المثلية

### الشراكات المدنية
في مارس/آذار 2014، أقر البرلمان قانونًا للشراكة المدنية، يمنح الشركاء المثليين معظم حقوق الزواج، بما في ذلك السماح بتبني المثليين للأطفال، كما هو منصوص عليه في حكم المحكمة العليا في عام 2013.

### زواج المثليين
أصبح زواج المثليين مسألة تهم الحكومة بعد إعادة انتخابها في عام 2015. ونشرت ورقة قيادة بهذا المعنى في ديسمبر 2015 وعقدت مشاورات عامة، في حين لم يتم استبعاد الحديث عن استفتاء محتمل حول هذه القضية. أعلن زعيم الحزب الاشتراكي الديمقراطي المعارض دعمه لزواج المثليين في يناير 2016، وذلك قبل أيام من استبعاد الحكومة إجراء استفتاء. تم إنشاء لجنة مشتركة بين الوزارات في مارس 2016 للاستماع إلى مخاوف أصحاب المصلحة وتم تلقي أكثر من 3400 رداً على المناقشة. نشرت الحكومة مشروع قانون لتشريع زواج المثليين في أغسطس 2016.
في 26 أكتوبر 2016، تم تمرير «مشروع قانون تعديل الزواج المدني 2016» في برلمان جبل طارق بدعم إجماعي من جميع الأعضاء الخمسة عشر الحاضرين خلال التصويت. حصل مشروع القانون على الموافقة الملكية في 1 نوفمبر ودخل حيز التنفيذ في 15 ديسمبر 2016. تم عقد أول زواج مثلي معترف به قانونيا في جبل طارق في اليوم التالي.

## التبني وتنظيم الأسرة
في 10 نيسان / أبريل 2013، حكمت المحكمة العليا في جبل طارق بأن المادة 5 (2) من قانون التبني تنتهك دستور جبل طارق، وبالتالي فتح المجال بحكم القانون لتشريع تبني المثليين للأطفال في جبل طارق. وأعلنت الحكومة أنها تعتزم تعديل القانون في أقرب وقت ممكن وأن تتخذ وكالة الرعاية التدابير المناسبة للسماح للشركاء والأزواج المثليين بالتبني. قامت الحكومة بذلك في السنة التالية كجزء من «قانون الشراكة المدنية» (انظر في الأعلى).
في يونيو/حزيران 2017، وافقت هيئة الصحة في جبل طارق على تعديل لسياسة الخصوبة المختبرية لتشمل الزوجات والشريكات المثليات من الإناث.

## الحماية من التمييز
لايذكر دستور عام 2006 لا التوجه الجنسي. وقد حذفت المقترحات، التي تم نشرها في أوائل مارس/آذار 2002، على وجه التحديد الإشارة المباشرة إلى «التوجه الجنسي» باعتبارها فئة محمية دستوريًا. يتم تضمين فئات أخرى بوضوح.
أعلنت حكومة حزب العمل الاشتراكي في جبل طارق، المنتخبة في عام 2011، خططاً لإدراج التوجه الجنسي في قانون مكافحة السلع والخدمات ضد التمييز (التوجه الجنسي مشمول سابقا في قانون مكافحة التمييز في التوظيف منذ عام 2005). جدد الحزب هذا الالتزام في بيانه الخاص بانتخابات 2015، التي أعيد انتخابهم فيها.

### قوانين جرائم الكراهية
وافق برلمان جبل طارق في 19 سبتمبر 2013 على قانون لتعديل قانون الجرائم لعام 2011، والذي من شأنه أن يجرم الكراهية والمضايقة على أساس التوجه الجنسية كجريمة كراهية، وحصل على الموافقة الملكية في 25 سبتمبر. ودخل القانون حيز التنفيذ في 10 أكتوبر 2013.

## ملخص
| قانونية النشاط الجنسي المثلي                                                                  | (منذ عام 1993)                                   |
| المساواة في السن القانوني للنشاط الجنسي                                                       | (منذ عام 2012)                                   |
| قوانين مكافحة التمييز في التوظيف                                                              | (منذ عام 2005)                                   |
| قوانين مكافحة التمييز في توفير السلع والخدمات                                                 | (تحت النظر)                                      |
| قوانين مكافحة التمييز في جميع المجالات الأخرى (تتضمن التمييز غير المباشر، خطاب الكراهية)      | (منذ عام 2013)                                   |
| زواج المثليين                                                                                 | (منذ عام 2016)                                   |
| الاعتراف القانوني بالعلاقات المثلية                                                           | (منذ عام 2014)                                   |
| تبني أحد الشريكين للطفل البيولوجي للشريك الآخر                                                | (منذ عام 2014)                                   |
| التبني المشترك للأزواج المثليين                                                               | (منذ عام 2014)                                   |
| يسمح للمثليين والمثليات ومزدوجي التوجه الجنسي والمتحولين جنسيا بالخدمة علناً في القوات المسلحة | (المملكة المتحدة مسؤولة عن الدفاع)               |
| الحق بتغيير الجنس القانوني                                                                    |                                                  |
| علاج التحويل محظور على القاصرين                                                               | No                                               |
| الحصول على أطفال أنابيب للمثليات                                                              | (تحت النظر)                                      |
| تأجير الأرحام التجاري للأزواج المثليين من الذكور                                              | (محظور لجميع الأزواج بغض النظر عن التوجه الجنسي) |
| السماح للرجال الذين مارسوا الجنس الشرجي بالتبرع بالدم                                         |                                                  |